# معركة كاسيل (1071)
معركة كاسيل هي معركة قامت في 22 فبراير 1071 بين روبرت الأول وابن اخيه أرنولف الثالث (ابن بالدوين السادس). انتصر روبرت في المعركة وقتل فيها أرنولف.